# 石原茂
石原 茂（いしはら しげる、1916年（大正5年）3月22日 - 1994年（平成6年）10月7日）は、昭和から平成時代の政治家。山梨県富士吉田市長。

## 経歴
山梨県出身。1933年（昭和8年）山梨県立谷村工商学校商業科を
卒業。下吉田で酒類販売に従事。1940年（昭和15年）下吉田町役場で勤務。1951年（昭和26年）富士吉田市連合青年団長に就任。1952年（昭和27年）都留信用組合専務理事となり、1970年（昭和45年）同理事長に就任した。
1971年（昭和46年）5月より富士吉田市長を3期務め、山梨県信用組合協会会長、山梨県社会福祉協議会会長を歴任。1988年（昭和63年）都留信用組合会長、1990年（平成2年）教育委員長を務めた。